# إعلان ريو بشأن البيئة والتنمية
إعلان ريو بشأن البيئة والتنمية (أو "إعلان ريو" اختصاراً)، هو وثيقة قصيرة صدرت عن "مؤتمر الأمم المتحدة للبيئة والتنمية عام 1992، والذي يُعرف باسمه غير الرسمي قمة ريو. يتألف إعلان ريو من 27 مبداً تهدف إلى توجيه الدول في مجال التنمية المستدامة مستقبلاً. وقع على هذه الوثيقة أكثر من 175 دولة.

## التاريخ
اجتمع المجتمع الدولي مرتين لتقييم التقدم المحرز في تنفيذ مبادئ الوثيقة، المرة الأولى في نيويورك عام 1997 أثناء دورة الجمعية العامة للأمم المتحدة، ثم في جوهانسبرغ عام 2002. ساعدت الوثيقة في رفع الوعي البيئي، إلا أن الأدلة تُظهر أنه لم يتم تحقيق سوى القليل من أهداف الوثيقة البيئية.

## المحتوى
يتكون الإعلان من 27 مبداً. ويشتمل على صيغ المبدأ الوقائي (المبدأ 15) وعلى مبدأ الملوث يدفع (المبدأ 16).